# Wiktor Medwecki
Wiktor Medwecki (ur. 7 września 1893 w Krakowie, zm. 12 września 1992 tamże) – polski działacz turystyczny, prawnik, członek honorowy Polskiego Towarzystwa Turystyczno-Krajoznawczego.

## Życiorys
Studia kończył na Wydziale Prawa Uniwersytetu Jagiellońskiego i na krakowskiej Akademii Handlowej, obronił doktorat prawa. Od 1916 był pracownikiem instytucji państwowych, w latach 1954-1980 pracował zawodowo w Polskim Towarzystwie Turystyczno-Krajoznawczym.
Społeczną działalność w ruchu turystycznym i krajoznawczym rozpoczął już w 1919; został wówczas członkiem Polskiego Towarzystwa Tatrzańskiego, a rok później członkiem Polskiego Towarzystwa Krajoznawczego. Należał również do Polskiego Związku Narciarskiego. W latach 1929–1939, a następnie po II wojnie światowej do 1948, pełnił funkcję prezesa zarządu Oddziału Krakowskiego Polskiego Towarzystwa Krajoznawczego. Szczególną aktywność wykazywał na polu krajoznawstwa, opieki nad zabytkami i fotografii krajoznawczej. Wspierał społeczny ruch na rzecz ochrony zabytków, organizował sympozja i zbiórki środków finansowych na ten cel. Uczestniczył w pracach nad utworzeniem Muzeum Regionalnego PTTK w Ojcowie. Był sekretarzem Wojewódzkiej Komisji Opieki nad Zabytkami w Krakowie, uczył na kursach dla przewodników górskich i działaczy ruchu turystycznego, był autorem kilku opracowań szkoleniowych w zakresie krajoznawstwa.
Uczestniczył też w pracach władz centralnych Polskiego Towarzystwa Turystyczno-Krajoznawczego. W latach 1955–1958 był wiceprzewodniczącym Głównej Komisji Rewizyjnej. Wchodził w skład Komisji Opieki nad Zabytkami i Rady Programowej FOTO-PAM Zarządu Głównego PTTK. Otrzymał szereg wyróżnień za działalność społeczną, m.in. Złotą Odznakę "Za Opiekę nad Zabytkami", Złotą Honorową Odznakę PTTK, odznakę Zasłużony Działacz Kultury, odznakę "Zasłużony Działacz Turystyki", odznakę "Zasłużony dla miasta Krakowa", odznakę "Zasłużony dla Województwa Krakowskiego". Odznaczony został także Złotym Krzyżem Zasługi. Ponadto był laureatem medalu im. Aleksandra Janowskiego, a 17 kwietnia 1977 IX Walny Zjazd PTTK nadał mu godność członka honorowego towarzystwa.
Wiktor Medwecki zmarł we wrześniu 1992, krótko po ukończeniu 99. roku życia. Pochowany został na krakowskim cmentarzu Rakowickim.
Jego córką jest Anna Medwecka-Kornaś.